# 刎女星
刎女星（174 Phaedra）是由美国天文学家詹姆斯·克雷格·沃森于1877年9月2日在美国安娜堡底特律天文台发现的主带小行星。
刎女星以希腊神话的人物淮德拉命名。